# 関東地方の乗合バス事業者
関東地方の乗合バス事業者（かんとうちほうののりあいバスじぎょうしゃ）は、関東地方で乗合バス事業を営む（または、過去に営んでいた）事業者の一覧。
1. 営業エリアとしている都道府県に掲載する。なお、その都県に数箇所しか停留所が存在しない場合には割愛する場合がある。
2. 高速バス事業者においては、本社と停留所のある都県に記載する。
3. 本社のみが存在し、停留所が無い都県にその事業者は記載される。
4. 当一覧の掲載対象とする事業者は、以下の通りとする。
  1. 道路運送法第4条許可による「一般乗合旅客自動車運送事業」を行う事業者
  2. 2006年10月の道路運送法改正以前に21条許可による貸切代替バス（いわゆる21条バス）運行を行っていて、改正後も運行を続けている、いわゆる「みなし4条」事業者
5. 以下の事業者は、掲載対象外とする。
  1. 自家用自動車（白ナンバー車）による有償運送での運行事業者
    - 80条バス運行事業者については、80条バス運行事業者一覧に記載すること。

  2. 乗合タクシー（乗車定員10名以下）のみを運行する事業者
    - 乗合タクシー運行事業者については、日本の乗合タクシー運行事業者一覧に記載すること。
6. ▲印は会社事情（倒産・廃業・経営譲渡・吸収合併・民間移譲など）によりバス事業を終了した事業者
7. 以上を五十音順に列挙する。

## 茨城県
- 東武グループ
  - 朝日自動車：境営業所
    - 茨城急行自動車：古河営業所
- 池田交通　※鹿嶋市コミュニティバス
- 茨城交通
  - ▲日立電鉄交通サービス（2019年5月、茨城交通に吸収合併）
- 大利根交通自動車
- 京成グループ
  - 関東鉄道
    - ▲関鉄観光バス（2024年4月、乗合バスから撤退）
    - ▲関鉄グリーンバス（2024年7月、関東鉄道に吸収合併）
    - ▲関鉄パープルバス（2024年7月、関東鉄道に吸収合併）
- 晃進物流　※桜東バス
- 椎名観光バス
- ジェイアールバス関東：水戸支店・土浦支店・古河営業所・鹿嶋支店
- 常南交通（高速バスのみ）
- 昭和観光自動車
- ブルーバス
- 平成観光自動車　※龍ケ崎市コミュニティバス

## 栃木県
- 足利タクシー ※足利市コミュニティバス
- 足利中央観光バス ※足利市コミュニティバス
- 大山タクシー ※小山市コミュニティバス
- 小山中央観光バス ※小山市コミュニティバス
- 関東自動車
  - ▲東野交通（2018年10月1日、関東自動車に吸収合併）
  - やしお観光バス ※那須塩原市コミュニティバス、那珂川町コミュニティバス
- 蔵の街観光バス ※栃木市コミュニティバス
- ジェイアールバス関東：宇都宮支店・西那須野支店・佐野支店
- しおや交通
- ティ・エイチ・エス ※栃木市コミュニティバス
- 東武グループ
  - 東武バス日光
  - 日光交通
    - ▲東武ダイヤルバス（2008年4月、日光交通に吸収合併）
- 友井タクシー ※小山市コミュニティバス
- 富士観光バス ※栃木市コミュニティバス
- ▲藤田合同タクシー (2014年、バス事業から撤退)
- 平和タクシー ※鹿沼市コミュニティバス
- 丸五商会 ※足利市コミュニティバス
- 両毛自動車 ※佐野市コミュニティバス

## 群馬県
- 赤城観光自動車　※みどり市
- 雨沢ハイヤー　※南牧村
- 安中タクシー　※安中市
- 群馬中央バス
- 群馬バス
- ジェイアールバス関東：長野原支店
- ▲上信電鉄
  - 上信ハイヤー
  - 上信観光バス
- 十王自動車 ※ 伊勢崎市
- 高山運輸倉庫　※高山村
- 館林観光バス　※館林市
- つゝじ観光バス　※館林市
- Dts creation （高速バスのみ）
- 東武グループ
  - 関越交通
  - 桐生朝日自動車　※桐生市
- 永井運輸（永井バス・上州観光バス）
- 南牧タクシー　※南牧村
- 日本中央バス
  - ▲上毛電気鉄道（1995年バス事業を日本中央バスに移管）
- ボルテックスアーク　※安中市
- 矢島タクシー（太田観光バス）　※太田市

## 埼玉県
- イーグルバス
- ▲飯島興業（2009年、乗合バス事業をグローバル交通に移管）
- 大堰観光バス：行田市コミュニティバス
- 協同観光バス：コミュニティバス（行田市・上尾市・桶川市・久喜市・伊奈町）
- グローバル交通
- 京成グループ
  - 京成バス東京
  - 京成バス
- 国際興業
- 埼京タクシー：戸田市コミュニティバス
- 彩国観光バス：美里町コミュニティバス
- 埼玉観光
- ジャパンタローズ　※松伏町
- 西武グループ
  - 西武バス
    - 西武観光バス
    - ▲西武高原バス（2017年4月に西武観光バスへ吸収合併）
    - ▲西武自動車（2010年西武バスに吸収合併）
- 大和観光自動車　※久喜市
- 秩父鉄道観光バス（高速バスのみ）
- 東武グループ
  - 朝日自動車
    - 茨城急行自動車
    - 川越観光自動車
    - 国際十王交通

  - 東武バスウエスト
  - 東武バスセントラル
- 広栄交通バス
- さくら観光バス（高速バスのみ）
- 中田商会　※幸手市
- 花園観光バス：深谷市コミュニティバス
- 東埼玉観光バス：幸手市コミュニティバス
- 平成エンタープライズ
  - 平成コミュニティバス（高速バスのみ）
- 北斗交通：熊谷市コミュニティバス
- 細井自動車：杉戸町コミュニティバス
- 本庄観光：本庄市コミュニティバス
- マイスカイ交通　※三郷市
- ▲丸建自動車（2021年2月に丸建つばさ交通へ事業譲渡）
- 丸建つばさ交通　※伊奈町
- 武蔵観光　※皆野町
- メートー観光　※吉川市
- ライフバス　※富士見市
- ロイヤル交通 (埼玉県)：鴻巣市コミュニティバス

## 千葉県
- 今井タクシー
- 大利根交通自動車
- 鎌ヶ谷観光バス
- 京成グループ
  - 関東鉄道
  - 九十九里鉄道
    - 小湊鉄道

  - 京成バス
  - 京成バス千葉イースト
  - 京成バス千葉ウェスト
  - 京成バス千葉セントラル
  - 京成タクシーイースト
  - 京成タクシーセントラル
  - ▲京成タクシー佐倉（京成タクシー習志野・京成タクシー成田と合併し京成タクシーイースト）
  - ▲京成タクシー習志野（京成タクシー佐倉・京成タクシー成田と合併し京成タクシーイースト）
  - ▲京成タクシー成田（ちばこうバス、京成タクシー佐倉・京成タクシーかずさ両社と合併し京成タクシーイースト）
  - ▲京成トランジットバス（京成バス千葉ウェストに再編）
  - ▲京成タウンバス（都内営業所のみ京成バス東京に社名変更）
  - ▲京成バスシステム
  - 新京成グループ
    - ▲船橋新京成バス（京成バス千葉ウェストおよび千葉セントラルに再編）
      - ▲習志野新京成バス（2014年4月16日、船橋新京成バスに吸収合併）

    - ▲船橋バス（2007年10月1日新京成電鉄に吸収合併、路線は船橋新京成バスが引継）
    - ▲松戸新京成バス（京成バス千葉ウェストに再編）

  - ▲千葉海浜交通
  - ▲ちばグリーンバス
  - ▲千葉交通
  - ▲ちばシティバス
  - ▲千葉中央バス
  - ▲千葉内陸バス
  - ▲ちばフラワーバス
  - ▲ちばレインボーバス
    - ▲北総交通（2017年4月1日よりバス事業をちばレインボーバスに移管）

  - ▲東京ベイシティ交通
  - ▲成田空港交通
- ▲HMC東京（2016年4月1日より小湊鉄道に移管）
- ジェイアールバス関東：館山支店・東関東支店
- 芝山交通
- 大新東
- 大成交通
- 東京湾横断道路サービス（旧称:東京ベイサービス）
- 東武グループ
  - 朝日自動車
    - 茨城急行自動車
    - 阪東自動車

  - ▲東武バスイースト
  - 東武バスセントラル
- 東洋バス
  - 千葉シーサイドバス
- 都市交通タクシー
- 日東交通 (千葉県)
  - ▲天羽日東バス （2017年10月1日、日東交通に吸収合併）
  - ▲鴨川日東バス（2020年10月1日、日東交通に吸収合併）
  - ▲館山日東バス （2020年10月1日、日東交通に吸収合併）
- なの花交通バス
- ニュー東豊
- ビィー・トランセグループ
  - あすか交通
  - 西岬観光
  - 平和交通
- ユタカコーポレーション（高速バスのみ）
- 武井観光（高速バスのみ）
- 五稜バス（高速バスのみ）
- ツーリストバス（高速バスのみ）

## 東京都
- アルピコ交通東京支社
- WILLER EXPRESS
  - ▲WILLER EXPRESS関東（2018年8月WILLER EXPRESSグループ各社と合併）
- 大島旅客自動車
- オー・ティー・ビー（高速バスのみ）
- 小田急グループ
  - 小田急ハイウェイバス（小田急箱根高速バスより改称）
  - 小田急バス
    - ▲小田急シティバス（2022年1月1日付で小田急箱根バスに吸収合併）

  - 神奈川中央交通
    - 神奈川中央交通東
    - ▲相模神奈交バス（2017年1月1日付で神奈川中央交通、神奈川中央交通東に再編）

  - 立川バス
    - ▲シティバス立川（2018年7月立川バスに吸収合併）
- 関東バス
  - ▲ケイビーバス（2009年清算、関東バスへ路線移管）
- 銀河鉄道
- 京王グループ
  - 京王電鉄バス
    - ▲京王バス小金井（2022年4月に京王電鉄バスに吸収合併）
    - 京王バス

  - 西東京バス
  - 　▲多摩バス（2008年西東京バスに事業譲渡、2011年西東京バスに吸収合併）
- 京成グループ
  - 京成バス東京
  - 東京BRT
  - 京成バス
  - ▲京成タウンバス（京成バス東京に社名変更）
  - 東京空港交通
    - ▲リムジン・パッセンジャーサービス（2023年東京空港交通に事業譲渡）

  - 成田空港交通
- 京急グループ
  - 京浜急行バス
    - ▲湘南京急バス（2018年京浜急行バスに吸収合併）
    - ▲羽田京急バス（2018年京浜急行バスに吸収合併）
    - ▲横浜京急バス（2018年京浜急行バスに吸収合併）
- 国際興業
- ジェイアールバス関東：東京支店
  - ジェイアールバステック
- ジャムジャムエクスプレス（高速バスのみ）
- 新日本観光自動車
- 西武グループ
  - 西武バス
- 大新東
- 東急グループ
  - 東急バス
    - ▲東急トランセ（2024年東急バスに吸収合併）
- 東京都交通局
- 東京バス（高速バスのみ）
- 東京富士交通（高速バスのみ）
- 東武グループ
  - 朝日自動車
    - 東北急行バス（高速バスのみ）

  - ▲東武バスイースト
  - 東武バスウエスト
  - 東武バスセントラル
- 八丈町営バス
- はとバス
- 日立自動車交通
- 富士急グループ
  - フジエクスプレス
  - 富士急行観光（高速バスのみ）
- グレース観光
- ▲富士セービングバス（高速バスのみ）

## 神奈川県
- 小田急グループ
  - 江ノ島電鉄グループ
    - 江ノ電バス
    - ▲江ノ電バス横浜（2019年4月江ノ電バス藤沢と合併）

  - 小田急バス
  - 小田急ハイウェイバス
  - ▲小田急箱根高速バス （2022年1月1日付で小田急シティバスと合併。現小田急ハイウェイバス）
  - ▲小田急シティバス（2022年1月1日付で小田急箱根高速バスと合併。現小田急ハイウェイバス）
  - 神奈川中央交通
    - 神奈中タクシー
    - 神奈川中央交通西
    - 神奈川中央交通東
    - ▲相模神奈交バス（2017年1月1日付で神奈川中央交通、神奈川中央交通東に再編）
    - ▲湘南神奈交バス（2017年1月1日付で神奈川中央交通西に再編）
    - ▲津久井神奈交バス（2017年1月1日付で神奈川中央交通西に再編）
    - ▲藤沢神奈交バス（2017年1月1日付で神奈川中央交通東に再編）
    - ▲横浜神奈交バス（2017年1月1日付で神奈川中央交通に再編）

  - 東海自動車グループ
    - 東海バス
      - ▲伊豆東海バス（2020年4月東海バスグループ各社と合併）
      - ▲東海バスオレンジシャトル（2020年4月東海バスグループ各社と合併）

  - 箱根登山バス
    - ▲箱根登山観光バス（2020年2月箱根登山バスに吸収合併）
- 川崎市交通局
- 共同
- 京急グループ
  - 川崎鶴見臨港バス
    - ▲臨港グリーンバス（2010年4月1日付で川崎鶴見臨港バスに路線移管）

  - 京浜急行バス
    - ▲湘南京急バス（2018年京浜急行バスに吸収合併）
    - ▲横浜京急バス（2018年京浜急行バスに吸収合併）
- 杉崎観光バス（高速バスのみ）
- 西武グループ
  - 伊豆箱根バス
- 相鉄グループ
  - 相鉄バス
- 大新東
- 天台観光
- 東急グループ
  - 東急バス
    - 東急トランセ
- 東京湾横断道路サービス
- 富士急グループ
  - フジエクスプレス
  - ▲富士急湘南バス（2024年富士急モビリティに吸収合併）
- ベイラインエクスプレス（高速バスのみ）
- 横浜市交通局
  - 横浜交通開発
- 丹沢交通（高速バスのみ）
- KAMOBUS（高速バスのみ）